# Spirostreptus foveatus
Spirostreptus foveatus är en mångfotingart som beskrevs av Karsch 1881. Spirostreptus foveatus ingår i släktet Spirostreptus och familjen Spirostreptidae. Inga underarter finns listade i Catalogue of Life.